# Monts Flamboyants

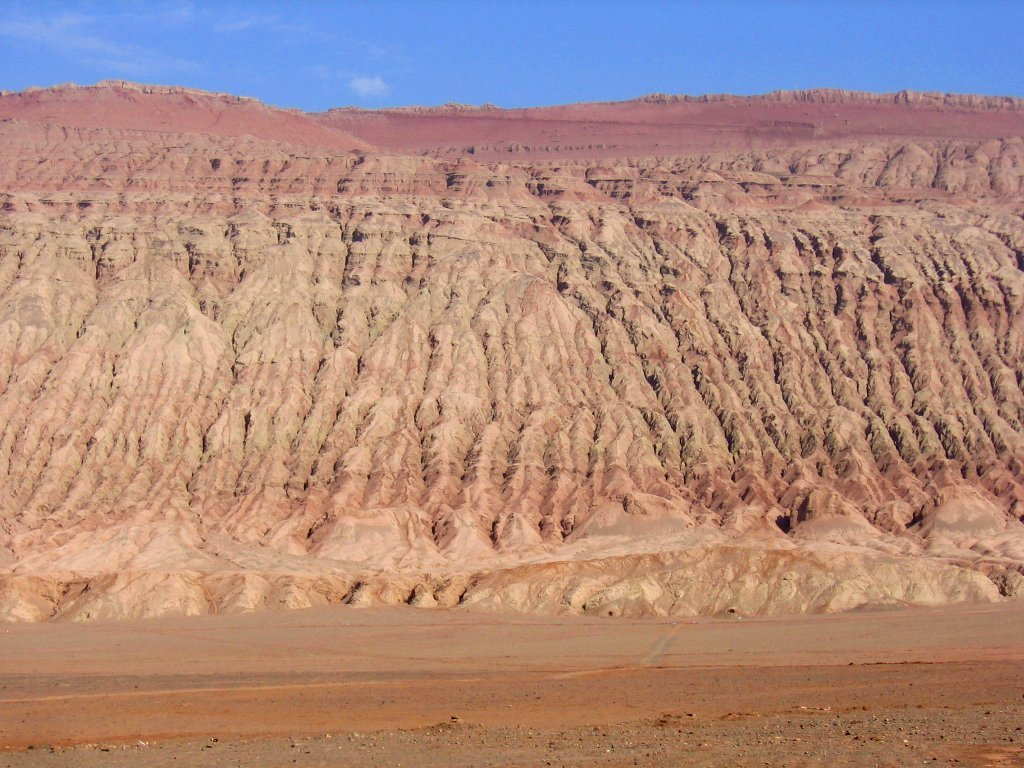
Vue d'un talus des monts Flamboyants dont la couleur et la géomorphologie ont pu donner son nom au massif.

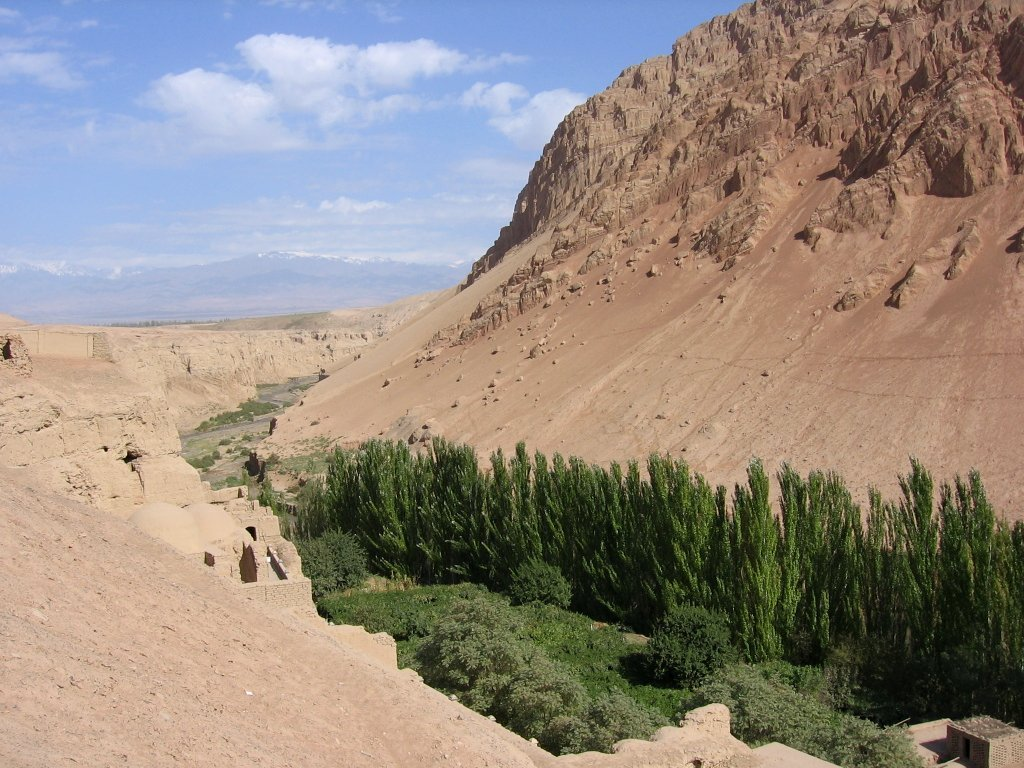
Les grottes des mille Bouddhas de Bezeklik dans les falaises des monts Flamboyants.

Les monts Flamboyants ou montagnes de Feu (en mandarin simplifié : 火焰山 ; en pinyin : huǒyànshān) sont un massif montagneux de grès situé à l'est de Tourfan et au nord de la dépression de Tourfan dans la province du Xinjiang en République populaire de Chine. L'ancienne cité de Gaochang est située au pied du massif.
Le massif s'étend d'ouest en est sur une longueur d'environ 100 kilomètres pour une largeur de 10 kilomètres. L'altitude moyenne est de 500 mètres, le plus haut sommet culminant à 831 mètres au-dessus de Shengjinkou. On y trouve des températures parmi les plus élevées de Chine.

## Légendes
Les monts Flamboyants tireraient leur nom du roman La Pérégrination vers l'Ouest qui raconte le voyage du moine Tang Sanzang et du Roi singe Sun Wukong de Chine en Inde. C'est ce dernier qui les aurait créés en semant la pagaille dans les cieux et en renversant une touraille appartenant à Laozi (en), ce qui provoqua la chute de braises du ciel à l'endroit où se trouvent actuellement les monts Flamboyants.
La princesse à l'éventail de fer possède un éventail magique fabriqué à partir de feuilles de bananier, qui est extrêmement grand et possède des propriétés magiques, car il peut créer des tourbillons géants. Elle utilise cette capacité pour que les habitants de la région la vénèrent comme une déesse et lui offrent des offrandes de nourriture car la haute température provoque des sécheresses qui empêche de pratiquer l'agriculture. Un seul mouvement de l'éventail suffit à éteindre les flammes pendant un an avant qu'elles ne se raniment.
Selon une légende ouïghoure, un dragon oriental vivait autrefois dans les monts Tian Shan. Comme il mangeait les petits enfants, un héros ouïghour le tua et le coupa en huit morceaux. Le sang du dragon se transforma alors en une montagne de sang écarlate et les huit morceaux sont devenus les huit vallées des monts Flamboyants.